# Verklärung Christi (Bad Vilbel)

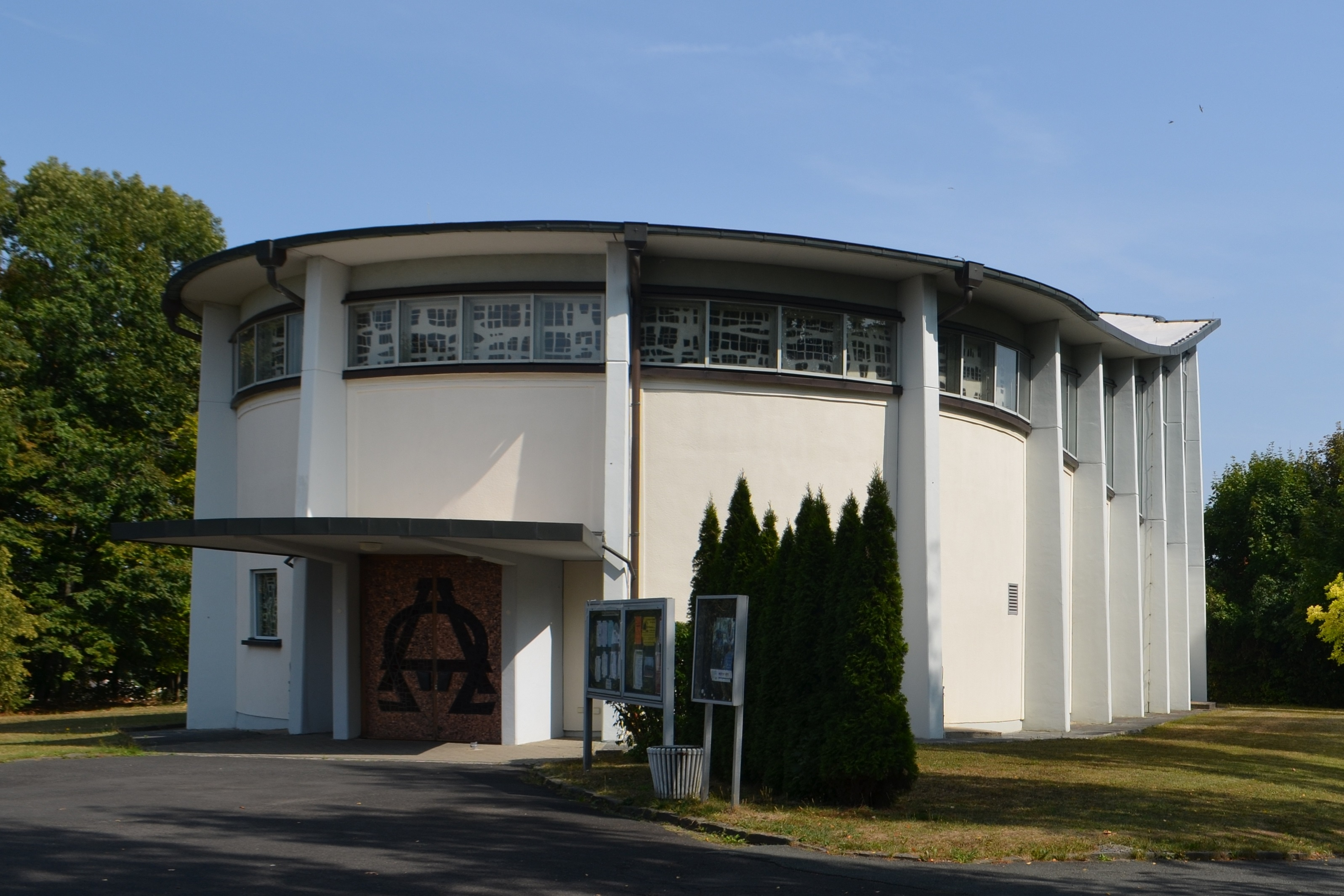
Verklärung Christi (Bad Vilbel)

Die römisch-katholische, denkmalgeschützte Pfarrkirche  Verklärung Christi steht in der Stadt Bad Vilbel im Wetteraukreis in Hessen. Sie ist eine Pfarrkirche des Bistums Mainz.

## Beschreibung
Der nach einem Entwurf von Carl Maria Rummel für die fünf Jahre zuvor gegründete katholische Heilsberg-Gemeinde errichtete Sakralbau wurde 1962 eingeweiht. Er hob sich von den Notkirchen aus der Zeit direkt nach dem Ende des Zweiten Weltkrieges ab. Der Chor und das Kirchenschiff werden voneinander zugekehrten Schalen gefasst. Die als Tragwerk konzipierte Dachkonstruktion steigt nach Osten an und ruht auf vorgelagerten Strebepfeilern. Die umlaufenden abstrakten Bleiglasfenster unterhalb der Decke haben zum Bildinhalt die Verklärung des Herrn. Seitlich neben dem Kirchengebäude steht der filigran gestaltete Campanile. Die Orgel mit 28 Registern, zwei Manualen und Pedal wurde 2001 von der Hugo Mayer Orgelbau gebaut.